# Inteeltdepressie

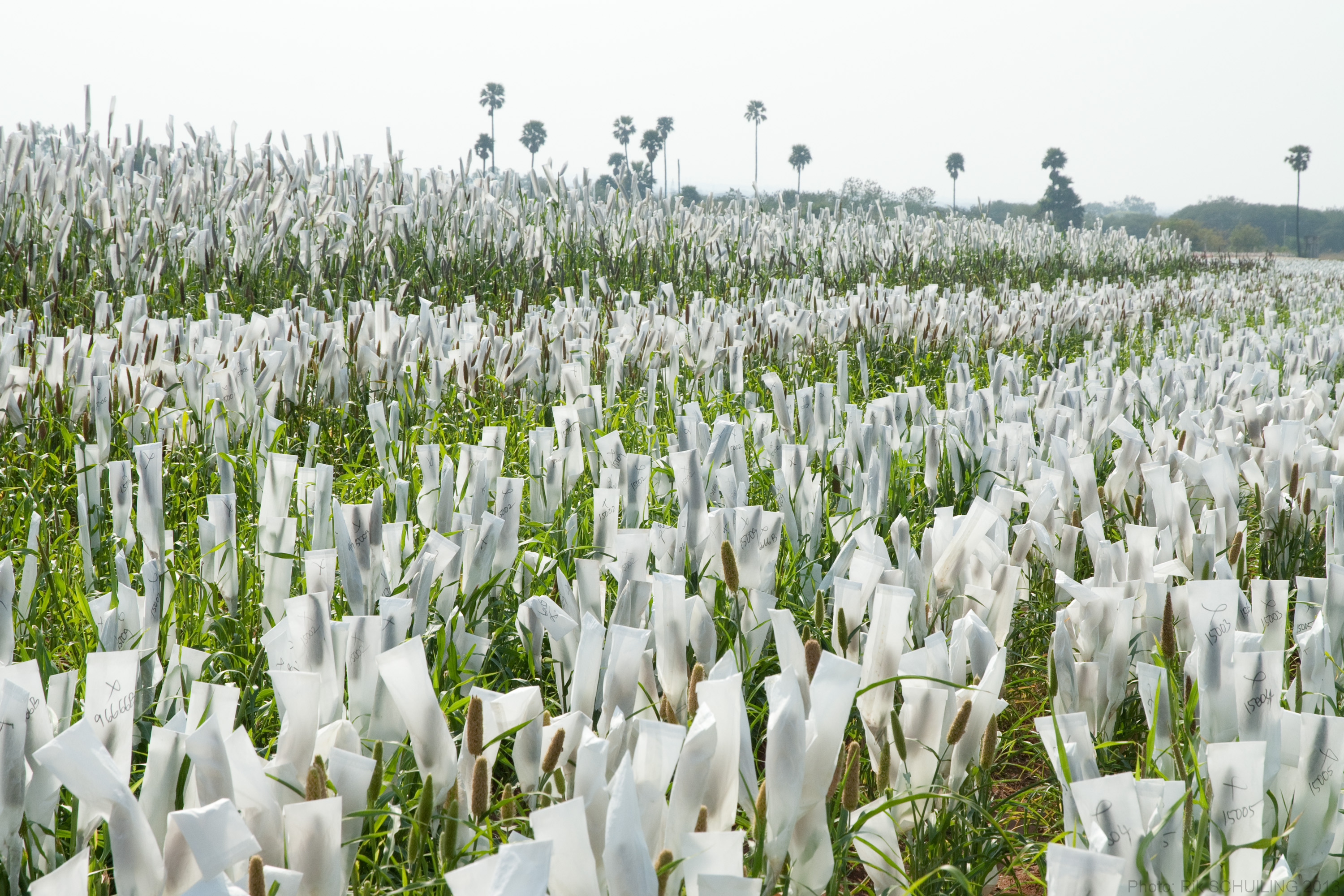
Percelen voor de vermeerdering van inteeltlijnen van parelgierst op het ICRISAT (Patancheru, Hyderabad (AP). India), de pluimen gehuld in perkamentpapieren zakjes om zelfbestuiving te verzekeren in dit normaliter voornamelijk kruisbestuivende gewas (februari 2013).

Purging

Inteeltdepressie is de vermindering van de prestaties van inteeltpopulaties. Bij inteelt neemt de heterozygotie af en komen steeds meer homozygote allelen voor. Er zijn recessieve allelen (aa) die een negatief effect hebben op de eigenschappen van het organisme, hetgeen leidt tot inteeltdepressie. In heterozygote toestand (Aa) kan het ene allel (A) dominant zijn over het andere allel (a), waardoor het negatieve effect niet tot uiting komt. Bij intermediaire allelen kan de heterozygoot een gemiddeld effect hebben en komt het negatieve effect minder naar voren. Bij codominantie zijn de beide allelen even dominant en komen beide allelen tot uiting in het organisme, waardoor bij deze eigenschap geen inteeltdepressie optreedt.
De belangrijkste factoren die bijdragen aan inteeltdepressie zijn mutaties, selectie en genetische drift.

## Natuurlijk voorkomen
Het komt vooral voor in beperkte habitats waarin de genetische variabiliteit van een populatie afgenomen is en er een populatieflessenhals kan bestaan. Dit is onder meer het geval bij kleine dierenpopulaties op eilanden, waarbij geen genetische uitwisseling met andere eilanden mogelijk is. In dergelijke populaties kunnen erfelijke aandoeningen vaker voorkomen.
Inteeltdepressie kan ook een gevolg zijn van fokprogramma’s waarbij dezelfde geselecteerde planten of ouderdiren herhaaldelijk worden gebruikt voor de fokkerij (bijvoorbeeld kampioensfokkerij bij rashonden).
Door de ondeelbaarheid van het genetisch materiaal op het niveau van de individuele allelen gaan allelen verloren uit de genenpool, de genetische diversiteit en dus ook de effectieve populatiegrootte worden vervolgens minder en minder. Door de genetische uniformiteit van de populatie komt inteelt ook voor tussen paren die niet nauw verwant zijn. De bevolking kan degenereren en vatbaarder worden voor ziekten.
Onder bepaalde omstandigheden kan inteeltdepressie worden overwonnen, zelfs als de inteelt voortduurt. Dit fenomeen wordt purging genoemd.

## Hybrideveredeling
Door planten via zelfbestuiving in te telen worden inteeltlijnen verkregen, waarbij een sterke inteeltdepressie optreedt. Door selectie tijdens de inteelt worden de nadelige allelen uit de inteeltlijnen verwijderd. De overblijvende inteeltlijnen moeten bij de zelfbestuiving nog wel voldoende zaad leveren. Bij de hybrideverdeling worden bepaalde inteeltlijnen met elkaar gekruist. Door heterosis presteren de nakomelingen beter dan de ouders.
Vroeger bestonden de maïrassen uit zogenaamde open bestoven rassen. Bijna alle maïsrassen zijn nu hybriden. Afhankelijk van de opbouw wordt gesproken van enkelvoudige (opgebouwd uit twee inteeltlijnen), drieweg- (drie inteeltlijnen) of dubbele (vier inteeltlijnen) hybriden. Als de inteeltlijnen elkaar in specifieke combinaties bestuiven, ontstaan er beter groeiende en hoger opbrengende planten.
Bij groentegewassen en siergewassen zijn de F1-planten allemaal aan elkaar gelijk, waardoor niet alleen heterosis optreedt, maar ook een uniform gewas verkregen wordt.